# 한국프로축구선수협회
한국프로축구선수협회는 국제축구선수협회에 가입된 단체로서, 한국의 축구 선수들을 대표하며 선수들의 권익 보호 및 한국 축구의 발전 기여를 목표로 하고 있다.

## 같이 보기
- 국제축구선수협회
- 국민권익위원회